# Vandewiele
Vandewiele is een Belgisch textielmachineproducent. Het bedrijf is wereldwijd marktleider wat betreft ontwerp en fabricage van hoogtechnologische machines en oplossingen voor de textielindustrie. De hoofdzetel van Vandewiele ligt in Marke in de gemeente Kortrijk.

## Geschiedenis
De geschiedenis van Vandewielge gaat terug tot 1880, wanneer Polydor Benoot in Marke een klein bedrijf oprichtte gespecialiseerd in het onderhoud van industriële procesmachines. In 1921 startte zijn schoonzoon Michel Van de Wiele met de productie van weefgetouwen.
In 1984 begon het bedrijf met verkoop en distributie vanuit Greenville in de Verenigde Staten. Vandewiele deed sindsdien wereldwijd verschillende overnames: het Franse Wittendal in 1986, het Duitse Güsken in 1987, het Britse Bonas in 1999, het Zweedse IRO in 2000, het Duitse Protechna in 2011, het Britse Cobble in 2013, het Italiaanse JTS in 2014, het Franse Superba in 2015, het Luxemburgse Bejimac in 2019 en het Italiaanse Savio in 2020. Het bedrijf opende ook productiecentra in Turkije en China.
In 1993 kwam het noodlijdende Vandewiele in handen van de familie Beauduin. Charles Beauduin werd de nieuwe gedelegeerd was verantwoordelijk voor de groei van Vandewiele tot een moderne producent van weefmachines.
In juni 2014 kocht Vandewiele 9,6% van de aandelen van technologiebedrijf Barco van Gimv over.